# Tramvajová doprava v Těšíně

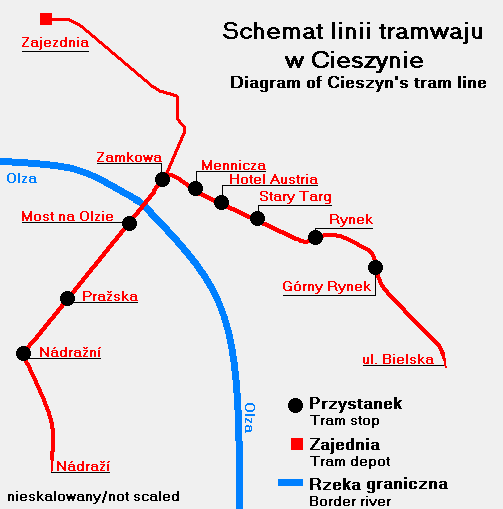
Linie tramvaje v Těšíně

V letech 1911 až 1921 byla v tehdejším městě Těšíně (nyní Český Těšín a polský Cieszyn) v provozu nejmenší tramvajová síť na území dnešního Česka.

## Historie

### Vznik sítě
Město Těšín získalo železniční spojení již během 2. poloviny 19. století (Košicko-bohumínská dráha). Jenže nádraží (nyní v Česku) leželo na opačné straně řeky Olše než historické jádro města (nyní v Polsku). Navíc kolem železniční stanice postupně začala výstavba nového předměstí. Proto město v roce 1909 požádalo o koncesi pro stavbu elektrické dráhy (tedy tramvaje). Po jejím obdržení byla firmě AEG Vídeň zadána stavba trati, vozovny a elektrárny.

### Provoz
Pravidelný provoz byl zahájen 12. února 1911 na jediné, 1800 m dlouhé trati. Tramvaje odjížděly od nádraží, projely dnešními ulicemi Nádražní a Hlavní třída, přejely most přes Olši a pokračovaly ulicemi Głęboka, Szersznika a končily na křižovatce ulic Wyższa Brama a Bielska.
Jednokolejná trať o rozchodu 1000 mm měla dvě výhybny. Před těšínským zámkem (tedy dnes na polské straně) odbočovala z hlavní trati trať manipulační. Ta byla dlouhá 630 m a vedla po ulicích Zamkowa, Bedńarska a Dojazdowa k malé vozovně.
Soumrak se na těšínské tramvaje začal snášet v roce 1920, kdy bylo město rozděleno mezi dva státy. Na mostě přes řeku byly zřízeny celnice (československá i polská), kde vozy musely zastavit, aby se mohla vykonat celní prohlídka. Ta se často kvůli napjaté situaci mezi Československem a Polskem netýkala pouze cestujících, ale i personálu obsluhujícího tramvaje. Plynulá doprava tak byla těžce narušena. Rozdělení trati na dva samostatné úseky nemělo vzhledem k délce smysl. Proto byl provoz těšínských tramvají po 10 letech zastaven. Poslední vozy vyjely na trať 2. dubna 1921. Zrušena tak byla nejmenší tramvajová síť na území dnešního Česka.

## Parametry trolejbusu

### Technické parametry[2]
počet vozů 3 vozy běžný provoz, 1 vůz rezerva
barva trolejbusů - červené, od oken bílé
rozchod kolejí 1,00 m
délka tramvaje 8,10 m
šířka tramvaje 2,05 m
výška tramvaje 3,24 m
počet míst 30, 18 míst k sezení, 12 míst k stání
Čtyři motorové vozy dodala pražská vagónka Ringhoffer v roce 1910. Vozidla byla vybavena elektrickou výzbrojí od firma AEG Vídeň. Každý den byly v provozu vždy tři vozy, čtvrtý sloužil jako záložní. Po ukončení provozu byly tramvaje předány do Lodže, kde poslední dojezdily až v roce 1959.

### Tramvajové zastávky[2]
Ve městě bylo 11 stanic, z toho 4 stanice byly na požádání

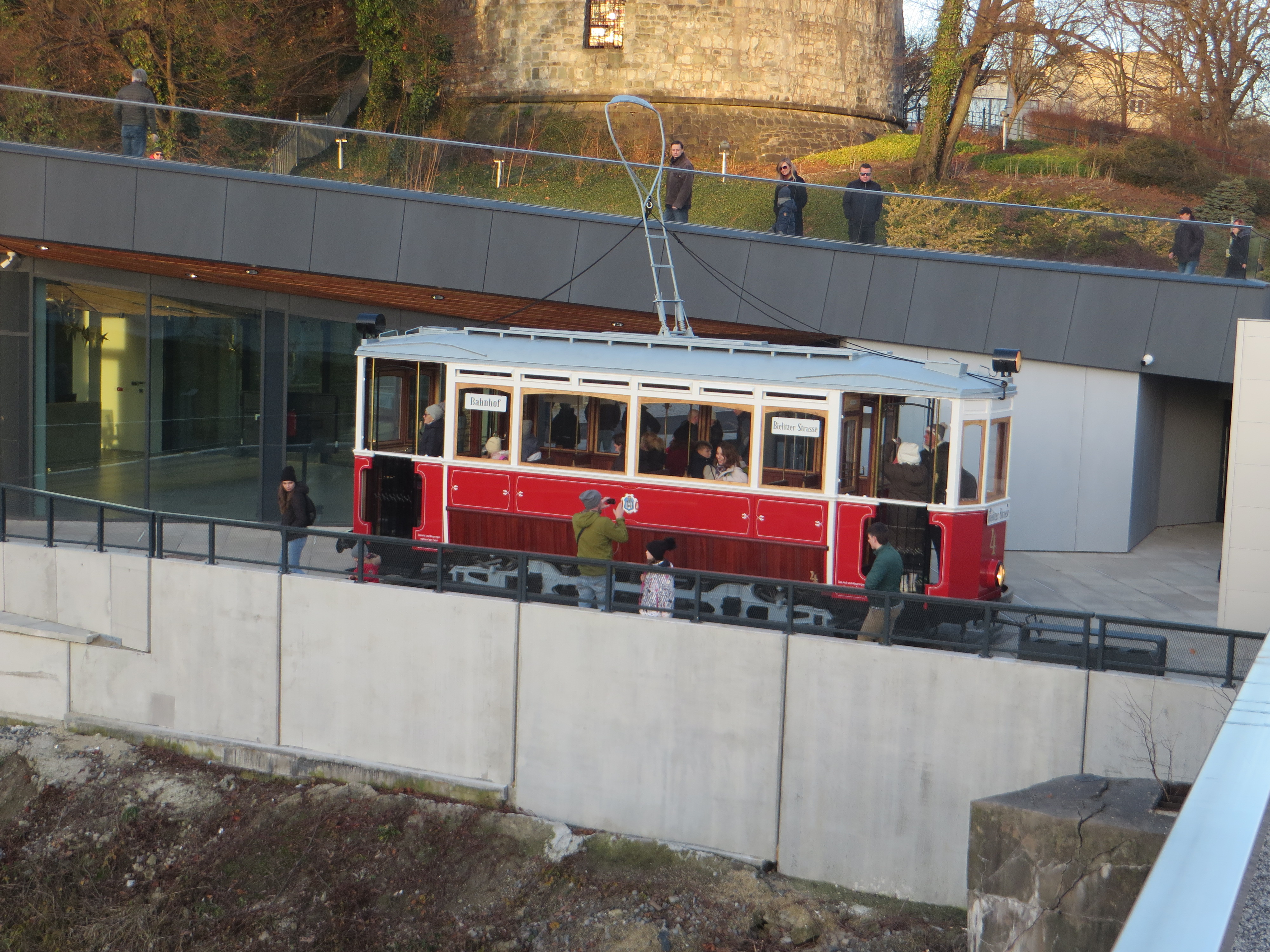
Replika tramvaje z roku 1911

- Bahnhof
- Bahnhofstrasse
- Hohebeggergasse na znamení
- Olsabrucke
- Schlossgasse na znamení
- Múnzergasse na znamení
- Hotel Austria na znamení
- Alter Markt

- Demelplatz (výhybna)
- Oberrring
- Bielitzerstrássedálka

### Počet zaměstnanců[2]
Tramvajový provoz zaměstnával  v roce 1911 celkem 21 zaměstnanců
6 řidičů
6 průvodčích
1 kontrolor
1 traťmistr
2 čističi kolejí a výhybek

1 mistr trolejového vedení
personál vozovny -
1 vozmistr - zámečník
1 pomocný zámečník
2 čističi vozů

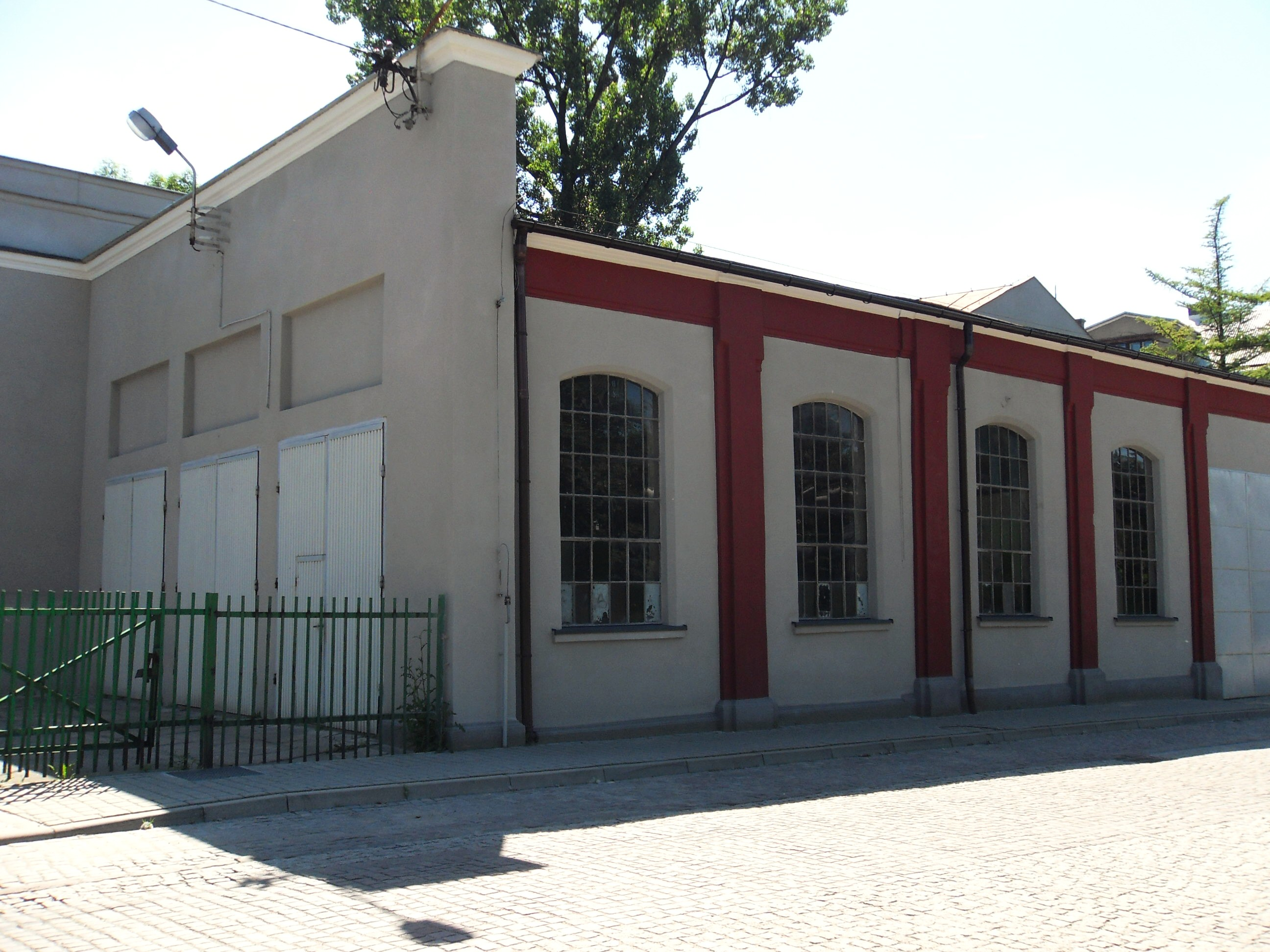
Bývalá tramvajová vozovna v Cieszyně

V prosinci 2023 byla pokřtěna replika vozu č. 4, umístěná v místě bývalé celnice na polském břehu Olše za mostem Přátelství.

### Tramvajová trať[2]
Tramvajová linka měla následující parametry
délka trati 1783 m + 639 m do vozovny
koleje žlábkové, zadlážděné
kusá kolej 2
výhybky 2
maximální stoupání 7,7 promile
výška troleje 5,0 až 5,5 m
napájecí napětí 500 V

## Historická připomínka
Dne 15. října 2010 byla na zachované budově vozovny v Cieszyně odhalena pamětní deska. V roce 2023 byla v trase tramvajové tratě zřízena turistická trasa s informačními cedulemi v místech původních zastávek.